# Cattedrale di San Nicola (Liepāja)
La cattedrale di San Nicola (in lettone: Liepājas Sveta Nikolai pareizticīgo Jūras Katedrale) di Liepāja, in Lettonia, è una cattedrale della chiesa ortodossa lettone per l'eparchia di Riga.

## Storia
La Chiesa ha le sue radici nel 1890, anno dell'alleanza militare russo-tedesca. La costruzione della cattedrale è iniziata nel 1900, su progetto di Vasilij Kosjakov, ed è stata completata e consacrata nel 1903 in onore di San Nicola, protettore dei marinai, alla presenza dello zar Nicola II.
Dopo la seconda guerra mondiale la chiesa è stata adibita a palestra, discoteca e cinema, a tale scopo venne cementata l'area della cupola centrale per migliorare l'acustica. Solo dopo l'indipendenza lettone, la chiesa ortodossa ha potuto riavere l'edificio nel 1991 e riaprirlo al culto dei fedeli. Nel 1994 hanno avuto inizio i lavori di restauro e nel 1997 la cattedrale è stata ridedicata dal primate di Riga Alessandro.